# Aleksandr Verižnikov
Aleksandr Jur'evič Verižnikov (in russo Александр Юрьевич Верижников?; Mosca, 16 luglio 1968) è un ex giocatore di calcio a 5 ed ex calciatore russo e precedentemente sovietico.
Con la nazionale russa è stato campione europeo nel 1999.

## Carriera
Calcettista dal fisico possente, Verižnikov ha militato per buona parte della carriera nella Dina Mosca. Con la Russia ha vinto il campionato europeo 1999. Ha poi partecipato al FIFA Futsal World Championship 2000 concluso dalla Russia al quarto posto; nella semifinale persa contro la Spagna, Verižnikov ha segnato una doppietta.

## Palmarès

### Club

#### Competizioni nazionali
- Campionato sovietico: 1
KSM-24 Mosca: 1991
- Campionato russo: 6
Dina Mosca: 1994-95, 1995-96, 1996-97, 1997-98, 1998-99, 1999-00
- Coppa di Russia: 5
Dina Mosca: 1995, 1996, 1997, 1998, 1999

#### Competizioni internazionali
- European Champions Tournament: 3
Dina Mosca: 1995, 1997, 1999 (non riconosciuti)
- Coppa Intercontinentale: 1
Dina Mosca: 1997 (non riconosciuta)

### Nazionale
- Campionato d'Europa: 1
Russia 1999